# ムニシピオ
ムニシピオ（スペイン語: municipio）とは、スペイン語で地方自治体の最小単位である基礎自治体を意味する語彙である。本項では約8,000存在するスペインの基礎自治体について記す。それぞれのムニシピオは合計50ある県（provincia）を構成しており、各県は17ある自治州を構成している。そのうちいくつかの自治州はムニシピオと県の間にコマルカやマンコムニダードなどの第二階層の地方区分が存在する。ムニシピオあたりの平均的な人口は約5,300人であるが、その格差は大きく、スペイン最多のマドリードの人口が2009年時点で3,255,944人であるのに対し、地方では人口10人以下のムニシピオも存在する。ラ・リオハ州のビジャロージャの人口は2009年時点で10人である。面積は2-40km2が標準的であるが、リェイダ県のトレムのように400km2以上もあるようなムニシピオもある。
ムニシピオの組織は1985年4月2日に法律によって決定され、1986年4月18日の国王令によって完成された。様々な自治体の自治権に関する法令はムニシピオと自治州政府との関係に関する条項を含んでいる。一般的にムニシピオは地域業務において高度な自治を行っている。郡や県の多くの機能は実際にはムニシピオの権限である。
それぞれのムニシピオは独立した法人格を有する法人である。その運営機関（自治体政府）はカスティーリャ語でayuntamiento、カタルーニャ語ではajuntament、ガリシア語ではconcello、アストゥリアス語ではconceyuと呼ばれ、一般に市町村役場を意味する。自治体政府は首長（alcalde）、助役（teniente de alcalde）及び議員（concejal）による本会議（pleno）から構成される。首長と助役は本会議によって選出され、その議員は4年毎に行われる名簿式普通選挙によって選出される。本会議は少なくとも3か月に1回、自治体政府の席上で公開で行われる。また多くの自治体政府には首長が議員から指名した委員によって構成される運営委員会（comisión de gobierno）が存在し、人口5,000人以上の自治体においては設置が義務付けられている。本会議と首長の間を取り持ち首長を補佐する事を任務とする運営委員会は議員の3分の1以上を含む事が出来ない。
1900年時点では約9,300のムニシピオがあり、1960年代から1970年代に大きく減少して約8,000となったが、1981年に増加に転じた。1999年時点では8,101、2008年時点では8,112、2014年時点では8,117、2016年には8,125である。小規模ムニシピオが多いのはカスティーリャ・イ・レオン州、カタルーニャ州、カスティーリャ＝ラ・マンチャ州とされている。ムニシピオの平均人口は約5,300人であり、1999年時点ではEU平均の4,000人より多かった。

## 人口規模別ムニシピオ数
1999年時点の人口規模別ムニシピオ数は以下のとおりである。
| 人口規模(人)    | ムニシピオ数 | 割合  |
| --------------- | ------------ | ----- |
| 1-99            | 881          | 10.8% |
| 100-999         | 4,051        | 50.0% |
| 1,000-9,999     | 2,546        | 31.4% |
| 10,000-99,999   | 578          | 7.1%  |
| 100,000-499,999 | 49           | 0.6%  |
| 500,000-        | 6            | 0.1%  |
| 合計            | 8,101        | 100%  |

## 人口規模別の議席数
人口規模別のムニシピオ議会の議席数は以下のとおりである。人口100,000人以上のムニシピオは100,000人（端数切り上げ）ごとに1議席を加え、その結果偶数ならさらに1議席を加える。例えば人口約162万人のバルセロナの場合は土台となる25議席に人口超過分の16議席を加えた41議席となる。
| 人口規模(人)  | 議席数 |
| ------------- | ------ |
| -249          | 5      |
| 250-999       | 7      |
| 1,000-1,999   | 9      |
| 2,000-4,999   | 11     |
| 5,000-9,999   | 13     |
| 10,000-20,000 | 17     |
| 20,000-49,999 | 21     |
| 50,000-99,999 | 25     |